# Hippa carcineutes
Hippa carcineutes is een tienpotigensoort uit de familie van de Hippidae. De wetenschappelijke naam van de soort is voor het eerst geldig gepubliceerd in 1970 door Holthuis & Manning.